# Distretti congressuali dell'Indiana

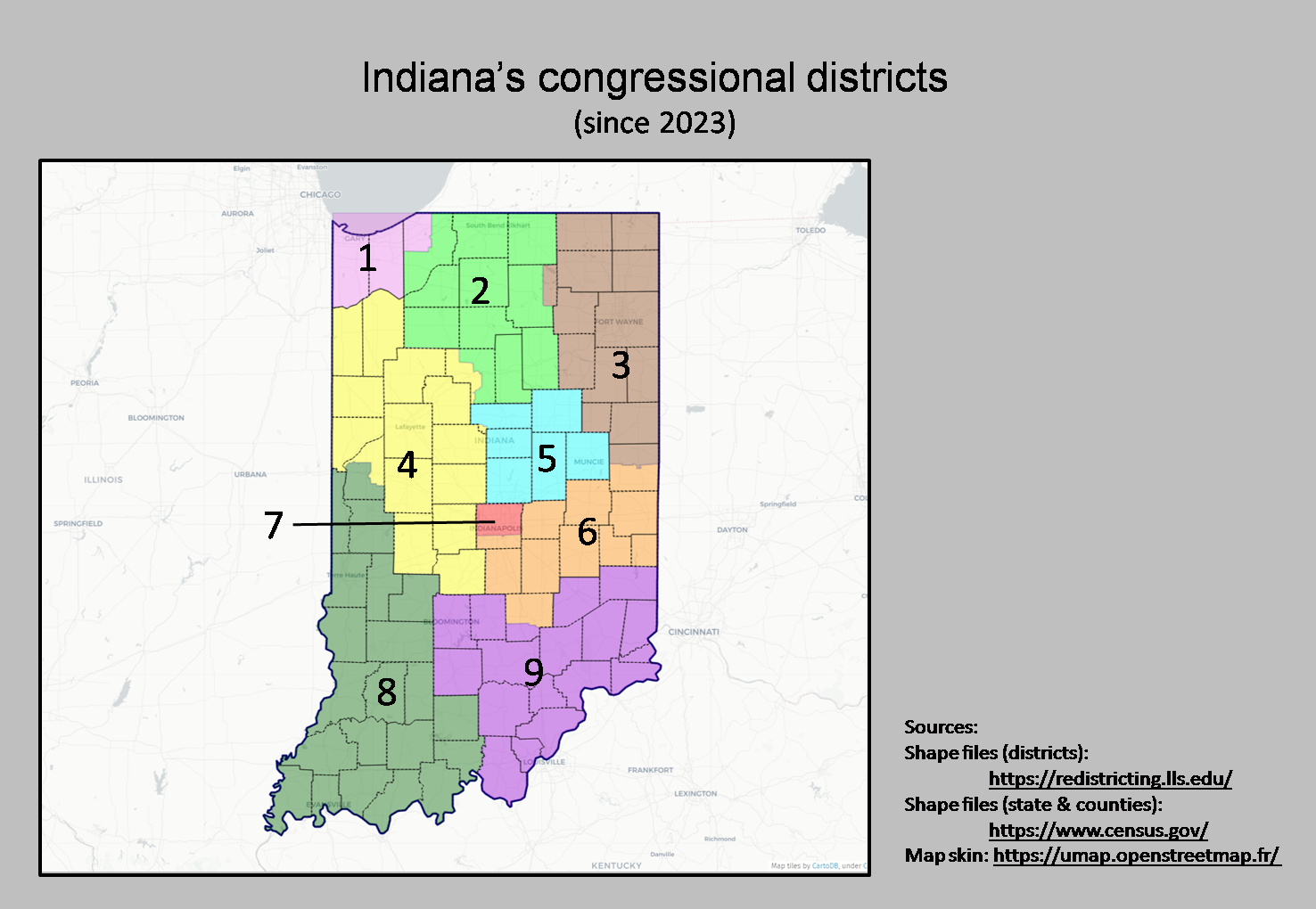
Distretti congressuali dell'Indiana

Lo stato dell'Indiana è diviso in 9 distretti congressuali, ognuno rappresentato da un rappresentante alla Camera dei rappresentanti degli Stati Uniti.
I distretti sono attualmente rappresentati al 119º Congresso degli Stati Uniti d'America da 7 repubblicani e da 2 democratici.

## Distretti e rispettivi rappresentanti
| Distretto | Rappresentante   | Partito      | CPVI | In carica dal    | Mappa del distretto |
| --------- | ---------------- | ------------ | ---- | ---------------- | ------------------- |
| 1°        | Frank J. Mrvan   | Democratico  | D+1  | 3 gennaio 2021   |                     |
| 2°        | Rudy Yakym       | Repubblicano | R+13 | 14 novembre 2022 |                     |
| 3°        | Marlin Stutzman  | Repubblicano | R+16 | 3 gennaio 2025   |                     |
| 4°        | Jim Baird        | Repubblicano | R+15 | 3 gennaio 2019   |                     |
| 5°        | Victoria Spartz  | Repubblicano | R+8  | 3 gennaio 2021   |                     |
| 6°        | Jefferson Shreve | Repubblicano | R+16 | 3 gennaio 2025   |                     |
| 7°        | André Carson     | Democratico  | D+21 | 11 marzo 2008    |                     |
| 8°        | Mark Messmer     | Repubblicano | R+18 | 3 gennaio 2025   |                     |
| 9°        | Erin Houchin     | Repubblicano | R+15 | 3 gennaio 2023   |                     |

## Cronologia delle configurazioni
Le tabelle riportano le mappe dei confini dei distretti congressuali dello stato dell'Indiana, presentati in maniera cronologica. Vengono mostrati tutti i cicli di modifica periodica dei distretti dal 1973 ad oggi.
| Anno      | Cartina dello stato | Dettaglio di Indianapolis |
| --------- | ------------------- | ------------------------- |
| 1973–1982 |                     |                           |
| 1983–1992 |                     |                           |
| 1993–2002 |                     |                           |
| 2003–2013 |                     |                           |
| 2013–2023 |                     |                           |
| Dal 2023  |                     |                           |

## Distretti obsoleti
- Distretto congressuale at-large dell'Indiana
- 10º Distretto congressuale dell'Indiana
- 11º Distretto congressuale dell'Indiana
- 12º Distretto congressuale dell'Indiana
- 13º Distretto congressuale dell'Indiana
- Distretto congressuale at-large del Territorio dell'Indiana